# Петропавлівський собор (Шахти)
Петропавлівський собор  (рос. Петропавловский собор) — зруйнований православний храм в місті Шахти. Розташовувався в Базарній площі (нині площа Леніна).

## Історія
Спочатку на місці Петропавлівського собору у Грушівському гірничому поселенні стояла дерев'яна церква, названа на честь апостолів Петра і Павла. Церква будувалася з 1854 року на кошти місцевих вуглепромислеників. Будівництво однопрестольного храму тривало сім років, протягом яких богослужіння проходили в молитовному домі. Першими кліриками дерев'яної Петропавлівської церкви стали священик Феодор Бистров і дяк Антон Данилович Сербінов.
Освячення Петропавлівської церкви Грушевського гірського поселення відбулося в 1861 році. Церква являла собою дерев'яний будинок з іконостасом на кам'яному фундаменті, покрита залізом.
До кінця 1880-х років дерев'яне будівництво Петропавлівської церкви застаріло. Парафіяни підняли питання про будівництво нового кам'яного храму. В цей час Грушівське гірське поселення, де стояла церква було перетворено в місто Олександрівськ-Грушевський. Дозвіл на будівництво храму було отримано. Новий храм будувався з каменю, видобутого в станиці Кривянской. В 1899 році в місті був побудований Петропавлівська кам'яна церква.
Після освячення в 1899 році кам'яної будівлі Петропавлівської церкви, дерев'яну церкву перенесли на Сінну площу, де її обклали цеглою зовні.
Указом № 2291 Святійшого синоду на ім'я архієпископа Володимира (Сеньковского) Петропавлівська церква міста Олександрівська-Грушевського перейменована в собор. Новий собор був центральним храмом вуглепромислового центру Ростова-на-Дону. У храмі зберігалася бібліотека з 156 томів..
У свій час Петропавлівський собор був центром духовного життя Олександрівська-Грушевського і центром освіти. До 1920 року в парафії Петропавлівської церкви в Олександрівську-Грушевського та на ближніх рудниках з участю священиків храму працювало 12 парафіяльних училищ. Серед них: Перше міське парафіяльне чоловіче училище, Друге міське змішане двокласне парафіяльне училище, Міське жіноче парафіяльне училище, Ремісниче училище, Міщанське змішане парафіяльне училище, Власовское початкове народне училище на руднику Азовської вугільної компанії та інші.
У 1922 році в місті Шахти насаджувався "Розкол обновленства". Центром розколу був Петропавлівський собор. В цей час Шахтинські храми, визнаючи обновленський Священний Синод, підлягали єпископам Донської обновленської єпархії. У цьому ж році Рада робітничих і селянських депутатів прийняли у безстроково-безкоштовне користування Петропавлівському собору з усіма його богослужебними предметами. З Петропавлівського собору були вилучені багато церковні цінності.
У 1923 році Міськвиконком ухвалив рішення закрити всі міські храми: Петропавлівський собор, Олександро-Невську і Покровську церкви. Це рішення призвело до заворушень і безладів в місті. Робилися спроби відновити богослужіння в Петропавлівському соборі.
Пізніше Виконком міськради скасував своє рішення, храми могли знову відновити діяльність, однак тепер за церквою визнавалося лише право задовольняти релігійні потреби віруючих. Були заборонені всі інші види діяльності.
У 1929 році було знову ухвалено рішення про закриття Петропавлівського собору. 28 листопада 1929 року комісія з прийому майна колишнього Петропавлівського собору здала прийняте майно собору Шахтинському відділення держбанку. Після закриття собору і здачі його майна державі влада замислилися про переобладнання храму в музей. Проте коштів на це не знайшлося. Храм був зруйнований у 1930-х роках. Цегла, з якого був зроблений собор, використовували на вимощення двору міської інкубаторської станції. На місці собору побудували філію Новочеркаського політехнічного інституту і пам'ятник Леніну.

## Престоли
У Петропавлівській церкві було три престоли: головний престол в ім'я святих апостолів Петра і Павла, придельний престол в ім'я святого апостола Пилипа і придельний престол в честь ікони Божої Матері Одигитрії.

## Священики
У різний час в соборі служили священики: Феодор Бистров, Митрофан Кірєєв, Симеон Пономарьов, Микола Рукін, Антоній Махонін, Михайло Кірєєв, Петро Нектаревський, Захарія Лобов, Гаврило Руднянський, Олександр Куреннов, Дмитро Серебрянський, Семен Соколов, Костянтин Гиляревський, Василь Іеремиєв, Федір Шаповалов і протоієрей Василь Попов.